# Passionnément (film, 2000)
Pour les articles homonymes, voir Passionnément.
Pour plus de détails, voir Fiche technique et Distribution.
Passionnément est un film français réalisé par Bruno Nuytten, sorti en 2000.

## Fiche technique
- Titre : Passionnément
- Réalisation : Bruno Nuytten
- Scénario : Bruno Nuytten et Tatiana Vialle
- Production : Jean-Louis Livi et Bernard Marescot
- Musique : Richard Galliano et Michel Portal
- Photographie : Éric Gautier
- Montage : Dominique Auvray
- Pays d'origine :  France
- Format : couleurs
- Genre : drame, romance
- Durée : 104 minutes
- Date de sortie : France, 2000

## Distribution
- Gérard Lanvin : Bernard Lartigue
- Charlotte Gainsbourg : Alice Almeida
- Éric Ruf : Loïc
- Tania Da Costa : Gabriela
- Liliane Rovère : Yvette
- Bérénice Bejo : Faustine